# Valdelarco
Valdelarco es un municipio español de la provincia de Huelva, en la comunidad autónoma de Andalucía. El término municipal tiene una población de 237 habitantes (INE 2024).

## Geografía
Sus coordenadas geográficas son 37° 57′ N, 6° 41′ O. Se encuentra situada a una altitud de 623 m sobre el nivel del mar, a una distancia de 125 km de la capital provincial, Huelva.

## Historia
Hacia mediados del siglo XIX, el lugar tenía contabilizada una población de 603 habitantes. La localidad aparece descrita en el decimoquinto volumen del Diccionario geográfico-estadístico-histórico de España y sus posesiones de Ultramar de Pascual Madoz de la siguiente manera:

VALDELARCO: v. con ayunt. en la prov. de Huelva (16 leg.), part. jud. de Aracena (1), aud. terr., dióc. y c. g. de Sevilla. sit. en una especie de valle perfectamente ventilada; el clima es algo fresco, y las enfermedades mas comunes las catarrales. Tiene 160 casas entre ellas la del ayunt. formando cuerpo de pobl., cuyas calles algunas son cómodas, con dos plazas pequeñas; un pósito cuyo fondo consiste en 34 fan. de trigo; dos escuelas de instruccion primaria, una de niños, y concurren unos 30 y a la de niñas unas 15; una fuente pública de buenas aunque no abundantes aguas; igl. parr. titulada del Salvador, servida por un cura de concurso y provision ordinaria, y un cementerio que en nada perjudica á la salud pública. Confina el térm. por el N. con el de Cumbres Mayores; E. Cortalazor; S. Galaroza, y O. La Nava; hay en él algunos manantiales de buenas aguas. El terreno casi todo es montuoso con muy poco llano, pedregoso y todo de secano, comprendiendo unas 300 suertes de tierra. Los caminos son de herradura y comunican con los pueblos limítrofes. El correo se recibe de la cab. del part. jud. dos veces en la semana. prod.: la principal es la de castañas; los cereales se importan de Estremadura; hay algun aceite, vino y frutas; el ganado es en corto número, mas la caza menor muy abundante. pobl.: 168 vecinos, 603 alm. riqueza prod.: 1.167,542 rs. imp.: 48,498.
(Madoz, 1849, pp. 276-277)

## Demografía
Valdelarco cuenta con una población de 237 habitantes (INE 2024).
| Gráfica de evolución demográfica de Valdelarco entre 1842 y 2021                                                    |
| |
| Población de derecho según los censos de población del INE Población de hecho según los censos de población del INE |

| 283                       | 279 | 273 | 275 | 268 | 265 | 256 | 250 | 241 | 254 | 239 |
| (Fuente: INE [Consultar]) |     |     |     |     |     |     |     |     |     |     |

## Patrimonio
En la localidad hay una iglesia parroquial bajo la advocación del Salvador.

## Galería

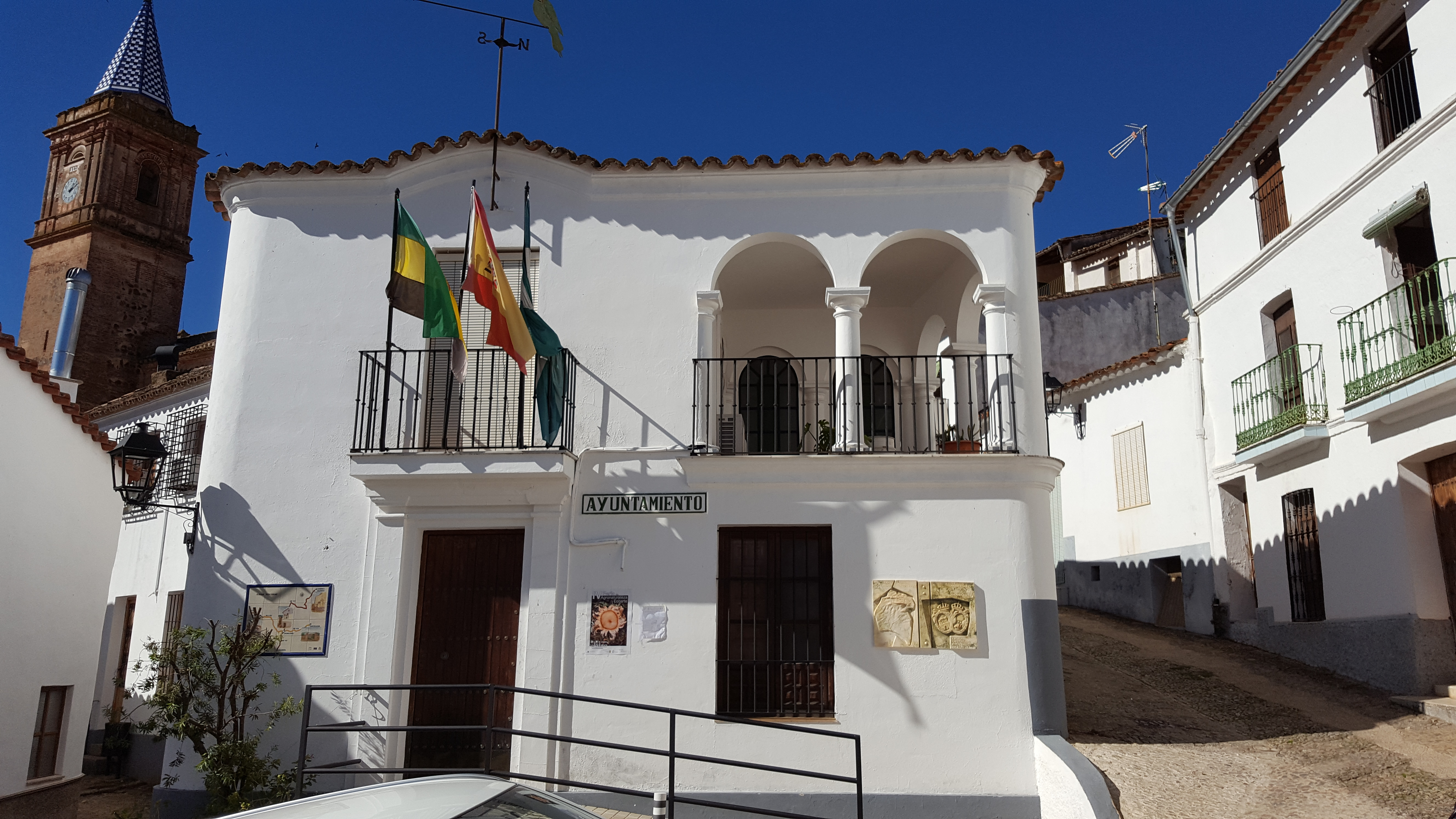
Ayuntamiento de Valdelarco
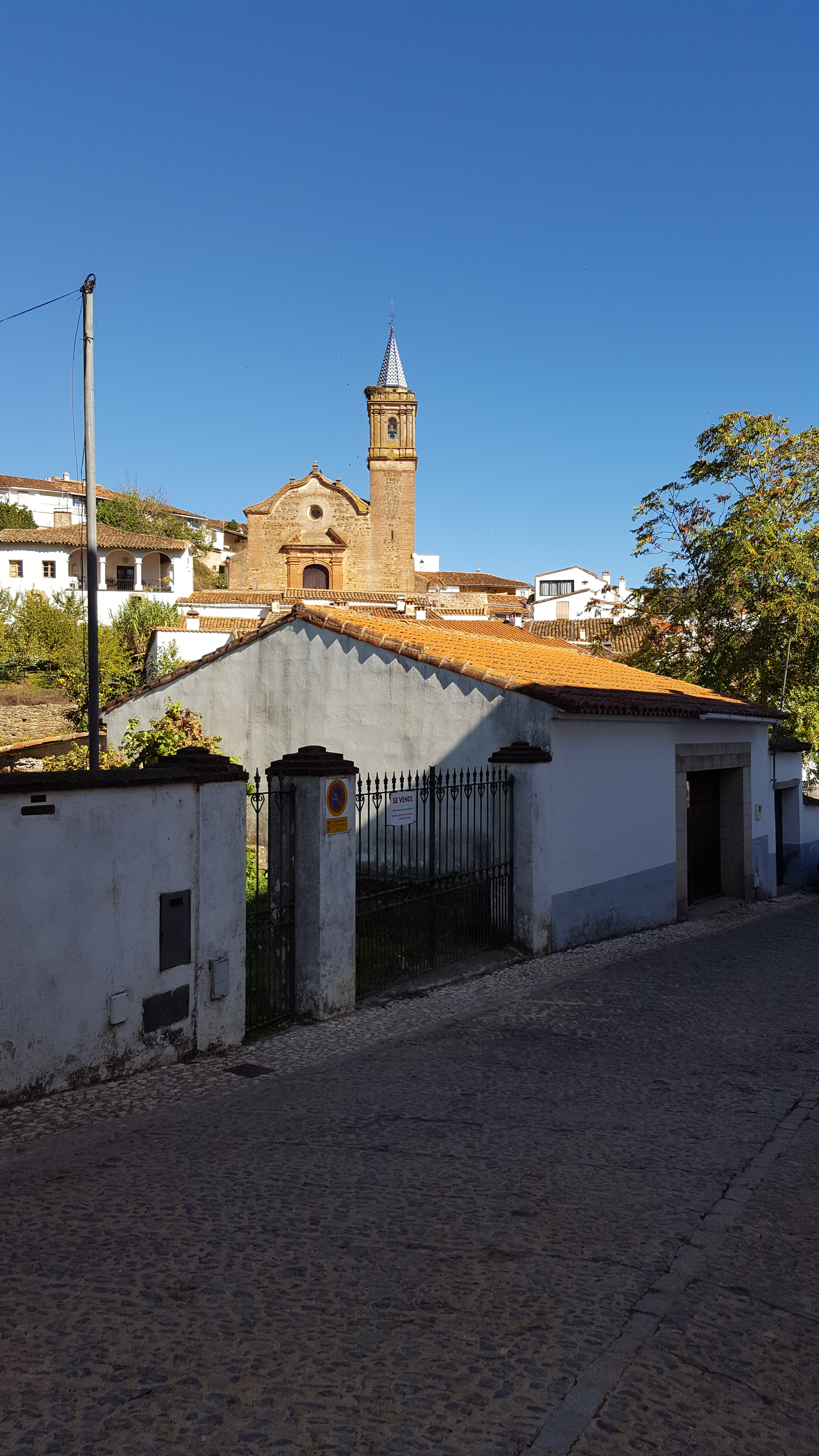
Panorama de la Iglesia
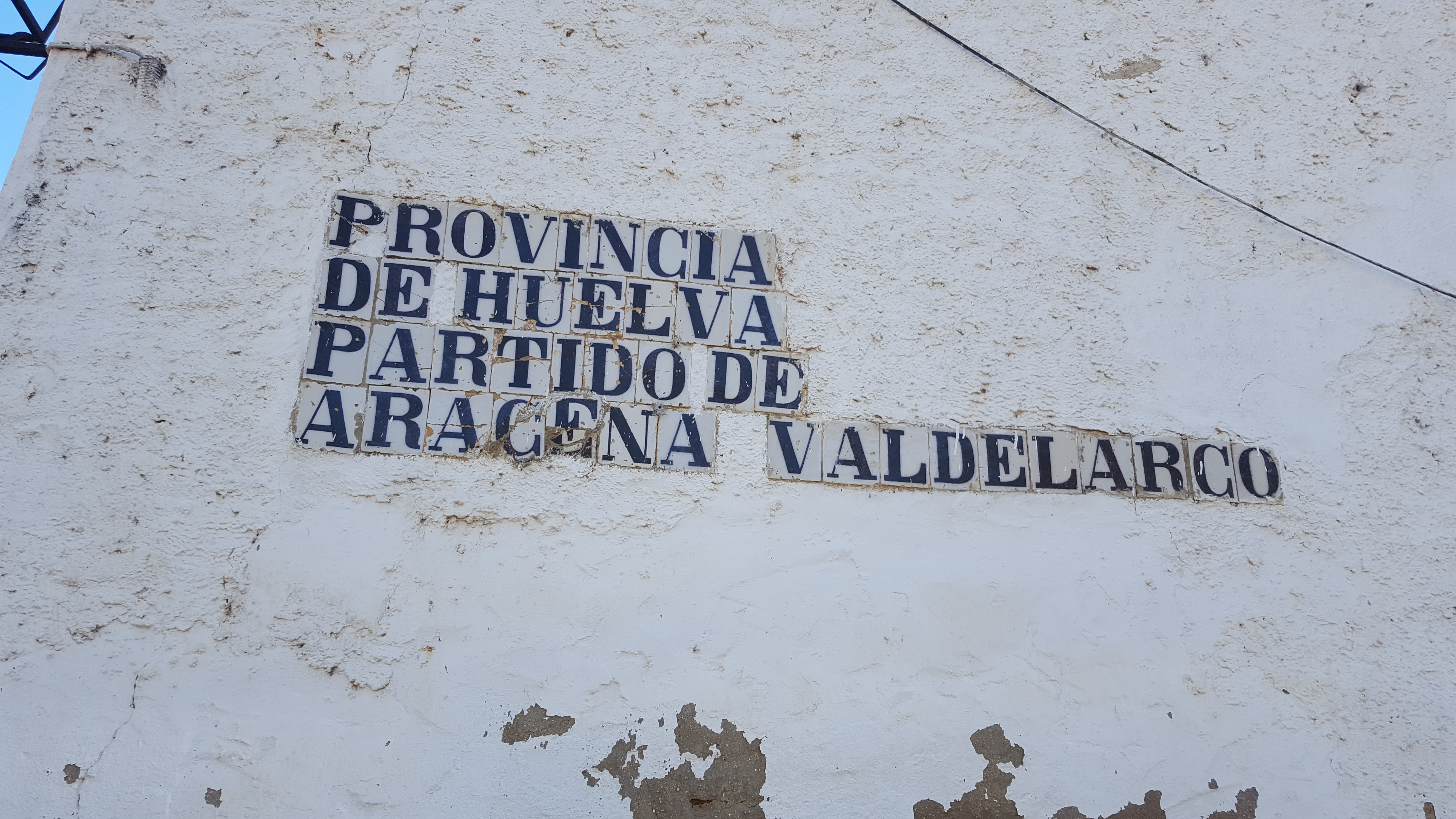
Azulejo
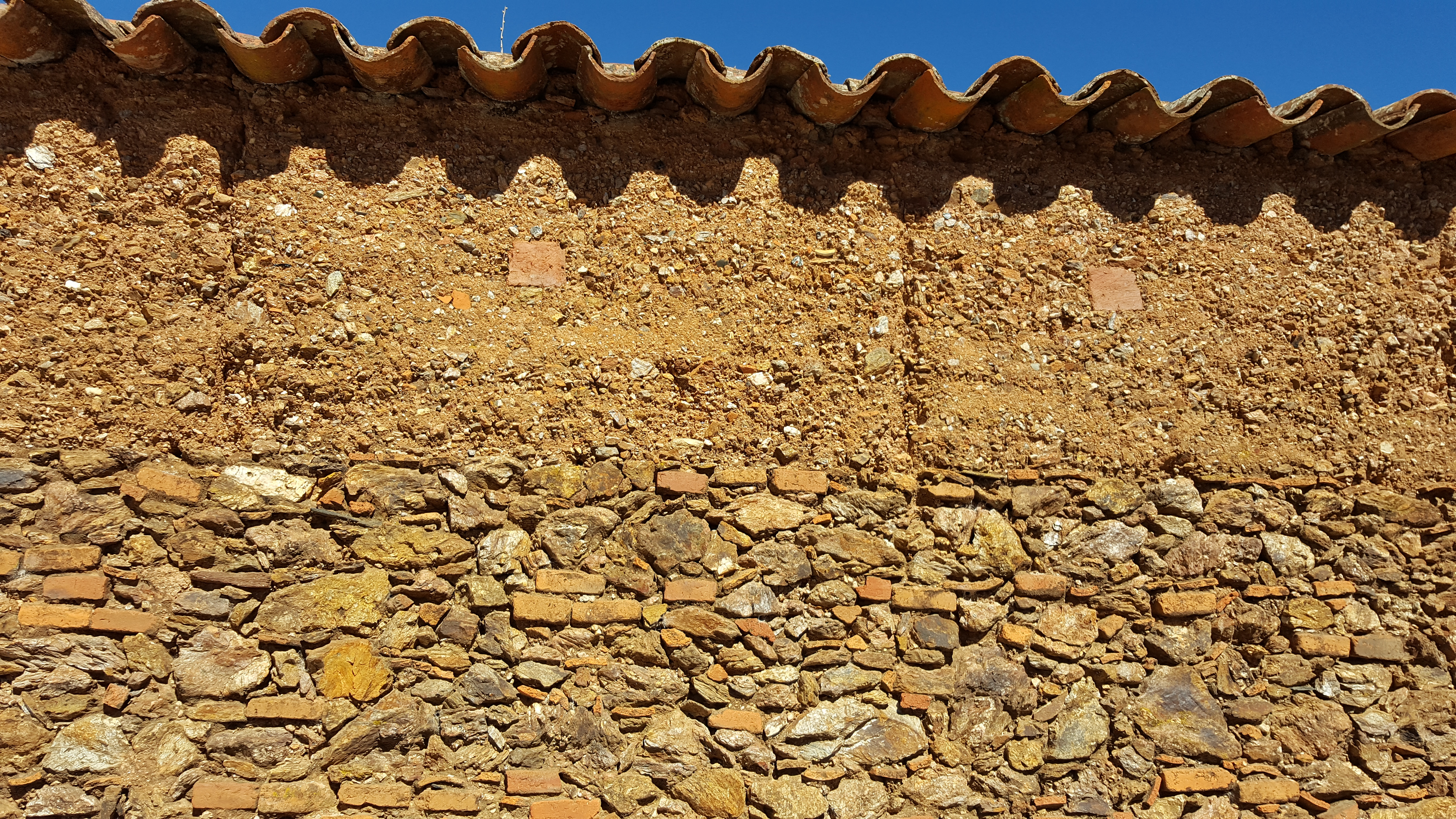
Pared de mampostería y tapial